# Julie Frost

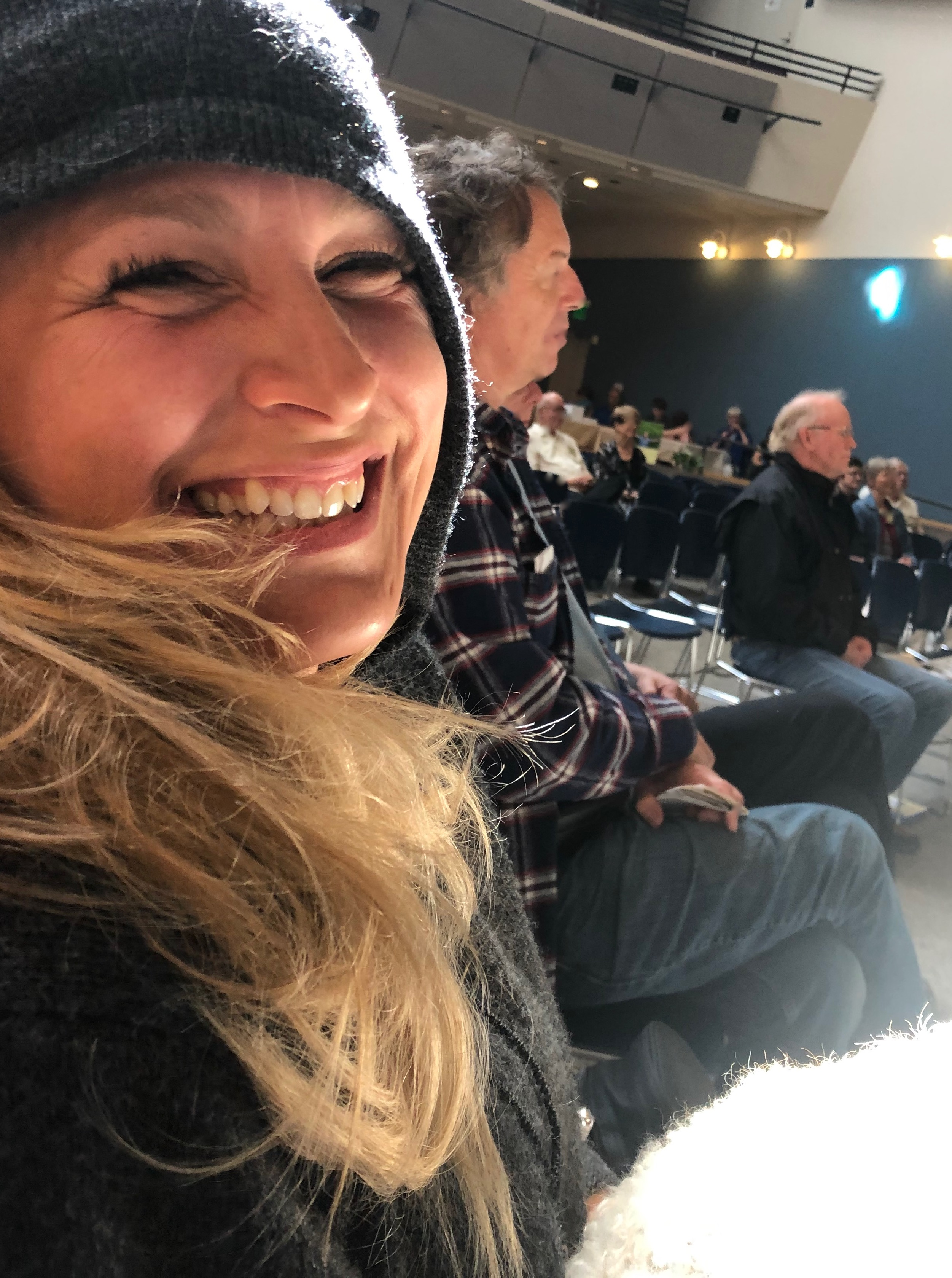
Julie Frost (2019)

Julie Frost (* 1970) ist eine US-amerikanische Songwriterin, Sängerin und Musikproduzentin. Sie lebt in Los Angeles.
Julie Frost wuchs in einer ländlichen Gegend im US-Bundesstaat Vermont auf und begann 1992 in Chicago öffentlich aufzutreten. Ihr erstes Solo-Album My Wave (2002) brachte ihr einen Achtungserfolg bei mehreren Kritikern ein; ihr Gesangsstil wurde mehrfach mit dem von Jewel verglichen. Später gründete sie ein eigenes Musikstudio „Happy Child Studios“, das schwerpunktmäßig Lieder für Familien und Kinder produziert, und veröffentlichte das Album Happy Child Music (2006).
Sie arbeitet für das US-amerikanische Unternehmen RedZone Entertainment aus Atlanta, eine Musikproduktionsfirma, die Songs für eine Reihe international bekannter Musiker verfasst und produziert. Frost war, obwohl nicht namentlich als Co-Autorin genannt, unter anderem an dem Titel Umbrella von Rihanna beteiligt.
Mit dem dänischen Musiker John Gordon arbeitet sie seit 2008 zusammen. Gemeinsam mit ihm textete und komponierte sie den Siegertitel des Eurovision Song Contest 2010 Satellite, der in der Interpretation von Lena Meyer-Landrut in mehreren europäischen Ländern ein Nummer-eins-Hit wurde. 2011 schrieb sie gemeinsam mit Madonna für den Film W.E. das Lied Masterpiece und erhielt dafür den Golden-Globe-Award 2012 in der Kategorie Bester Filmsong.
Zusammen mit Charlie Puth und zwei anderen Songschreibern schrieb sie für Charlie Puth den Song Marvin Gaye (2015).

## Diskografie
- The Wave (2002)
- Happy Child Music (2006)